# Gran Reserva
Gran Reserva es una serie española de televisión producida por Bambú Producciones para La 1 de Televisión Española que se emitió entre 2010 y 2013. Rodada y ambientada en la campiña riojana, se centra en el mundo del vino como negocio y dedicación familiar de dos clanes tradicionalmente enfrentados.
La primera temporada fue estrenada el 15 de abril de 2010. La segunda temporada de la serie se emitió entre el 24 de marzo y el 23 de junio de 2011 y la tercera entre el 7 de enero de 2013 y el 8 de abril de 2013. A partir del 15 de abril de 2013 se emite El pago de los Cortázar, tres capítulos especiales que continúan la tercera temporada.
TVE no aclaró en ningún momento si la serie grabaría una cuarta temporada a pesar de que la cuota de pantalla de la tercera temporada superaba en más de dos puntos la media de la cadena de televisión. En cambio, se optó por crear la precuela Gran Reserva: El origen, una telenovela de emisión diaria que se centraría en explicar la vida de las dos familias bodegueras (Cortázar y Reverte) en los años 60 hasta revelar el motivo del enfrentamiento entre ambas.

## Argumento
Gran Reserva es una mezcla de melodrama y suspense. Una historia familiar que gira en torno a tres familias de bodegueros riojanos: los Cortázar, representados por su patriarca Don Vicente, que consideran el vino como un lucrativo negocio, y los Reverte, encabezados por Doña Sofía, que creen que la viña y la tierra son una forma de vida. Pese a las diferencias, ambas familias viven en un equilibrio que se rompe de forma drástica cuando alguien intenta asesinar a Miguel, el primogénito de los Cortázar. La tercera familia en discordia, los Miranda, volverá en busca de la gloria perdida aunque eso les llevará a enfrentarse a los Cortázar y a los Reverte.

## Personajes

### Los Cortázar y allegados
- Emilio Gutiérrez Caba como don Vicente Cortázar, hombre perverso, capaz de cualquier cosa con tal de conseguir lo que quiere y mantener a su familia unida, es el presidente honorario de las bodegas Cortázar, padre de Pablo, Miguel, Emma, Raúl y Carlos; y abuelo de Claudia, María, Adrián y Jesús (T1-T3)
- Tristán Ulloa como Miguel Cortázar, hijo mayor de don Vicente y Rosalía, ambicioso, es el antiguo director general de las bodegas Cortázar. En la segunda temporada se le nombra presidente del Consejo regulador de La Rioja, se enamora de Lucía Reverte, padre de Claudia y Jesús. (T1-T3)
- Francesc Garrido como Pablo Cortázar, hijo que Vicente tuvo, fuera del matrimonio, con Amelia Camba; enólogo de las Bodegas Cortázar, casado con Sara, padre adoptivo de María. (T1-T3)
- Ana Risueño como Emma Cortázar, segunda hija de don Vicente y Rosalía, directora del Departamento de Ventas de las Bodegas Cortázar. Casada con Gustavo, con quien no es feliz, madre adoptiva de Adrián. (T1-T3)
- Armando del Río como Gustavo Arístides, marido de Emma y padre adoptivo de Adrián. Ambicioso y sin escrúpulos, anterior ingeniero agrónomo de las bodegas y ex accionista de las bodegas Cortázar. (T1-T3)
- Aitor Luna como Raúl Cortázar, tercer hijo de don Vicente y Rosalía. De carácter inmaduro, fue el anterior director de Recursos Humanos de las bodegas Cortázar. (T1-T3)
- Unax Ugalde como Carlos Cortázar, hijo que Rosalía tuvo a espaldas de Vicente y cuidó con su amante. Joven ambicioso y prepotente, exdirector General de las bodegas Cortázar. (T3)
- Aitana Garrido como María Cortázar, hija de Sara y, después de adoptarla, de Pablo.  (T2-T3)
- Javier Villalba como Adrián Arístides, hijo adoptado de Emma y Gustavo.  (T3)
- Belén Fabra como Paula Muro, exmujer de Miguel Cortázar, madre de Claudia, accionista de las bodegas Cortázar al enviudar de su nuevo marido, Joaquín Belmonte. Después de la muerte de su hija, desea vengarse de la familia Cortázar. (T1-T3)
- Alejandra Lorente como Sara Martín, exmujer de Pablo, madre de María. Sagaz y manipuladora, busca vengarse de la familia Cortázar después de apartarle de su hija. (T1-T3)
- Mariona Tena como Mar Azpeitia, enóloga de las Bodegas Cortázar, ayudante y amante de Pablo Cortázar. (T3)

### Los Reverte y allegados
- Ángela Molina como Sofía Ruiz, buena y sencilla, matriarca de los Reverte. Madre de Lucía y Daniel y esposa de Jesús, por quienes sería capaz de dar la vida. (T1-T3)
- Paula Echevarría como Lucía Reverte Ruiz, hija de Sofía y don Jesús, hermana de Daniel. Regresa a Lasiesta y se enamora de Miguel Cortázar, con quien tiene un hijo, Jesús Cortázar Reverte. (T1-T3)
- Ricard Sales como Daniel Reverte Ruiz, hijo de Sofía y don Jesús, hermano de Lucía y tío de Jesús. De carácter impulsivo y prepotente. (T1-T3)
- Úrsula Corberó como Laura Márquez, impostora que se hace pasar por Julia Cortázar, sobrina-nieta de Alejandro Cortázar, padre de don Vicente, y prima segunda de este, abogada que llega a Lasiesta, legítima heredera de las Bodegas Cortázar. (T3)
- Javier Ruiz de Somavía como Marc Celaya, abogado de la familia Reverte y antiguo amor de Lucía. (T3)

### Los Miranda y allegados
- Marina San José como Ainhoa Miranda, casada con Javier y legítima heredera de las Bodegas Miranda, joven inteligente, estratega y entregada a un trabajo que le apasiona: el mundo del vino, regresa a Lasiesta para vengarse de los Cortázar. (T3)
- Fernando Andina como Javier Ocampo, joven emprendedor, sensato y con buena mano para los negocios, que lleva la dirección de las bodegas Miranda junto con su esposa, Ainhoa. Su destreza y su ímpetu han conseguido sacar adelante unas bodegas que estaban en bancarrota y que ahora van poco a poco recuperando el esplendor que perdieron. (T3)
- Jorge Bosch como Navarro, obediente, trabajador y discreto, lleva toda su vida trabajando en las bodegas Miranda. La llegada de Ainhoa y Javier es bien recibida por él, que ve cómo la pareja lucha por lo que ha trabajado durante toda su vida: las bodegas Miranda. Navarro es fiel y leal al matrimonio, incluso en las adversidades más duras. (T3)

### Secundarios
- Luisa Martín como agente Isabel Ortega, policía autonómica de Lasiesta y descendiente de una importante familia de policías de la región. (T1-T3)
- Marta Belmonte como Nuria Asensi, hija de Agustín Asensi, anterior Presidente del Consejo Regulador de La Rioja. (T2-T3)
- Joseba Apaolaza como Luis Mendoza, importante cliente de las bodegas Cortázar. (T3)

### Antiguos y fallecidos
- Carlos Álvarez-Novoa como Don Jesús Reverte †, marido de Sofía Ruiz y padre de Lucía y Daniel. Asesinado por Vicente Cortázar. (T1)
- César Sánchez como Señor Agüero, empresario de vinos. (T1)
- Mauricio Bautista como Luis Jiménez †, trabajador de los Cortázar, asesinado por Raúl Cortázar. (T1)
- Ángela Cremonte como Paloma Olmedo †, secretaria de las bodegas Cortázar y amante de Gustavo. Muere asesinada por Gustavo al saber este que está embarazada. (T1)
- Mariana Cordero como Amelia Camba, madre biológica de Pablo Cortázar, permanece recluida en una residencia para ancianos por su estado senil. (T1)
- Ángela Cremonte como Carlota Olmedo, hermana gemela de Paloma, abandona Lasiesta después del funeral de su hermana. (T1-T2)
- Juan Meseguer como Antonio Rico, antiguo abogado de los Reverte y después de los Cortázar, abandona Lasiesta después de ayudar a don Vicente Cortázar. (T1-T3)
- María Casal como Mercedes Monsálvez, exesposa del señor Agüero. (T1)
- Lucía Gil como Claudia Cortázar Muro †, hija de Miguel y Paula, muere en un accidente de tráfico provocado por su abuelo Don Vicente.(T1)
- Francisco Marcus como "Sombra" †, hombre de confianza de don Vicente y esposo de Irene Salcedo. Se suicida. (T1)
- Ramón Madaula como Julián Calvo, crítico de vinos, acaba en la cárcel por enfrentarse a los Cortázar. (T1-T2)
- José Hervás como "El Tuerto" †, viticultor. Asesinado por Raúl Cortázar. (T1-T2)
- Empar Ferrer como Isabel, mujer de "El Tuerto". (T1-T2)
- Thaïs Blume como Lorena Garzo †, novia de Daniel Reverte. Fallece en un accidente de tráfico. (T2)
- Yon González como Manuel Hernández †, exsecretario de las bodegas Cortázar y exnovio de Paloma Olmedo. Asesinado accidentalmente por Emma Cortázar, provocado por Gustavo Arístides. (T2)
- Ledicia Sola como Mónica Robledano †, ex-abogada de los Cortázar. Se supone que es asesinada por Paula Muro. (T1-T2)
- Joan Crosas como Joaquín Belmonte †, nuevo marido de Paula Muro, fallece de un infarto al conocer los planes de Paula contra Miguel Cortázar. (T2-T3)
- Elvira Arce como Amelia, antigua criada de los Cortázar. Al enfermar Rosalía, se la despide. (T3)
- Celso Parada como Eusebio Burgos, antiguo trabajador de los Cortázar. (T3)
- Álvaro de Luna como Agustín Asensi, antiguo Presidente del Consejo Regulador de La Rioja. (T2)
- Mariam Hernández como Ana Garzo, hermana de Lorena, la novia fallecida de Daniel, abandona Lasiesta al saber la verdad sobre la muerte de Lorena. (T3)
- Gloria Muñoz como Rosalía Ortiz †, mujer de Vicente, desaparecida durante años. madre de Miguel, Emma, Raúl y Carlos y madre adoptiva de Pablo y abuela de Claudia, María, Adrián y Jesús. Muere asfixiada por Sara. Se hace pasar durante muchos años, por Irene Salcedo, la desaparecida esposa de Sombra. (T2-T3)
- Mamen Camacho como Rosalía Ortiz (joven).
- Manuel Galiana como Adolfo Reverte †, hermano menor de Jesús Reverte, tío de Lucía y Daniel. Fallece en una residencia, víctima del Alzheimer. (T3)
- Miriam Montilla como Asistente judicial †, encargada de la adopción que realizan Emma y Gustavo. Asesinada por Gustavo. (T3)

## Episodios y audiencias
La serie ha sido repuesta íntegra en Rioja Televisión y CyL8.

## Escenarios
Parte del rodaje se ha llevado a cabo en la localidad riojana de Briones, siendo nombrada en la serie como Lasiesta. Buena parte de los interiores fueron rodados en Madrid y en un gran plató de 1500 m² que reproduce las bodegas de los Cortázar y los Reverte. Otros exteriores fueron rodados en Segovia y Chinchón.

## Premios y nominaciones
- Premios de la Academia de la Televisión de España

| Año  | Categoría                                 | Persona               | Resultado |
| ---- | ----------------------------------------- | --------------------- | --------- |
| 2010 | Mejor actor de serie                      | Emilio Gutiérrez Caba | Ganador   |
| 2010 | Mejor actriz de serie                     | Paula Echevarría      | Nominada  |
| 2010 | Mejor director de fotografía e iluminador | Jacobo Martínez       | Nominado  |

- Premio Ondas

| Año  | Categoría                                      | Persona               | Resultado |
| ---- | ---------------------------------------------- | --------------------- | --------- |
| 2011 | Mejor intérprete masculino en ficción nacional | Emilio Gutiérrez Caba | Ganador   |

- Premios de la Unión de Actores

| Año  | Categoría                              | Persona               | Resultado |
| ---- | -------------------------------------- | --------------------- | --------- |
| 2010 | Mejor actor secundario de televisión   | Aitor Luna            | Ganador   |
| 2013 | Mejor actor protagonista de televisión | Emilio Gutiérrez Caba | Ganador   |
| 2013 | Mejor actriz secundaria de televisión  | Ángela Molina         | Nominada  |

- Premios Zapping

| Año  | Categoría    | Persona               | Resultado |
| ---- | ------------ | --------------------- | --------- |
| 2010 | Mejor serie  | Mejor serie           | Nominada  |
| 2010 | Mejor actor  | Emilio Gutiérrez Caba | Ganador   |
| 2010 | Mejor actriz | Paula Echevarría      | Nominada  |
| 2011 | Mejor actriz | Ángela Molina         | Ganadora  |

- Festival de Televisión y Radio de Vitoria

| Año  | Categoría                                             | Resultado |
| ---- | ----------------------------------------------------- | --------- |
| 2010 | Premio 'Pasión de Críticos' al Mejor producto del año | Ganadora  |

- Festival de Televisión y Cine Histórico de León

| Año  | Categoría                                           | Resultado |
| ---- | --------------------------------------------------- | --------- |
| 2011 | Premio a la Mejor idea original y Calidad artística | Ganadora  |

- Festival Seoul International Drama Awards

| Año  | Categoría   | Resultado |
| ---- | ----------- | --------- |
| 2012 | Mejor serie | Nominada  |

- Premios ALMA

| Año  | Categoría                  | Resultado |
| ---- | -------------------------- | --------- |
| 2010 | Mejor guion de serie de TV | Nominado  |

- Premios Punto Radio La Rioja

| Año  | Categoría                 | Resultado |
| ---- | ------------------------- | --------- |
| 2010 | Mejor serie de televisión | Ganadora  |

## Adaptaciones
- Reserva de familia (2012), una producción de TVN, fue protagonizada por Luz Valdivieso y Francisco Melo.
- Caminos de Guanajuato (2015), una producción de TV Azteca, es protagonizada por Iliana Fox y Erik Hayser.